# SU-85
SU-85 bylo sovětské samohybné dělo, které vzniklo jako reakce na nástup nové generace německých tanků během druhé světové války. Bylo postaveno na podvozku nejrozšířenějšího sovětského tanku T-34. Jeho dělo ráže 85 mm bylo vhodné pro boj s německými tanky Tiger I a Panther, avšak v boji s nepřátelskou pěchotou se neosvědčilo, protože nemělo kulometnou výzbroj. Oproti svým přímým konkurentům, kterými byly například stroje Hetzer nebo Stug III G, také vynikalo svou rychlostí. Od srpna 1943 do září 1944 bylo vyrobeno 2050 samohybných děl SU-85.
Samohybná děla SU-85 byla i ve výzbroji 1. čs. armádního sboru.